# Milyeannup-Nationalpark
Der 186,92 km² große Milyeannup-Nationalpark (englisch: Milyeannup National Park) befindet sich 20 Kilometer südlich von Nannup im Shire of Nannup im südwestlichen Western Australia. Es handelt sich um ein bewaldetes Gebiet, in dem große Jarrah- und Marribäume wachsen.
Der Nationalpark, der im Rahmen des Forest Management Plan 1994–2003 festgelegt und 2004 per Gesetz festgelegt wurde, erstreckt sich über das Gebiet eines ehemaligen Nationalforstes mit einer Größe von 1866,9 km².
Unter dem Gebiet des Nationalparks befindet sich ein Gasvorkommen. Bei einem Eingriff in die Bodenverhältnisse, der eine Tiefe von 200 Metern überschreitet, wird ein Gesetzesbeschluss durch das Parlament erforderlich, einem Royal Assent.
Der Milyeannup-Nationalpark grenzt an den Hilliger-Nationalpark.